# 長滝山
長滝山（ながたきやま）は、徳島県那賀町にある山。標高は581.6m。

## 地理
那賀川と支流の紅葉川・谷内川の3つの渓谷によって取り巻かれる独立峰である。旧那賀郡相生町のほぼ中央に位置する。那賀川を隔て南南東約5kmの鉢ノ山と対峙する。全山でスギ・ヒノキの人工林である。
山麓では相生茶の栽培が盛んで、西側の谷、紅葉川流域ではアメゴ養殖、食肉牛などを飼育する。東山麓牛輪の大宮神社の大般若経は徳島県指定文化財である。